# Сократ (Сати)

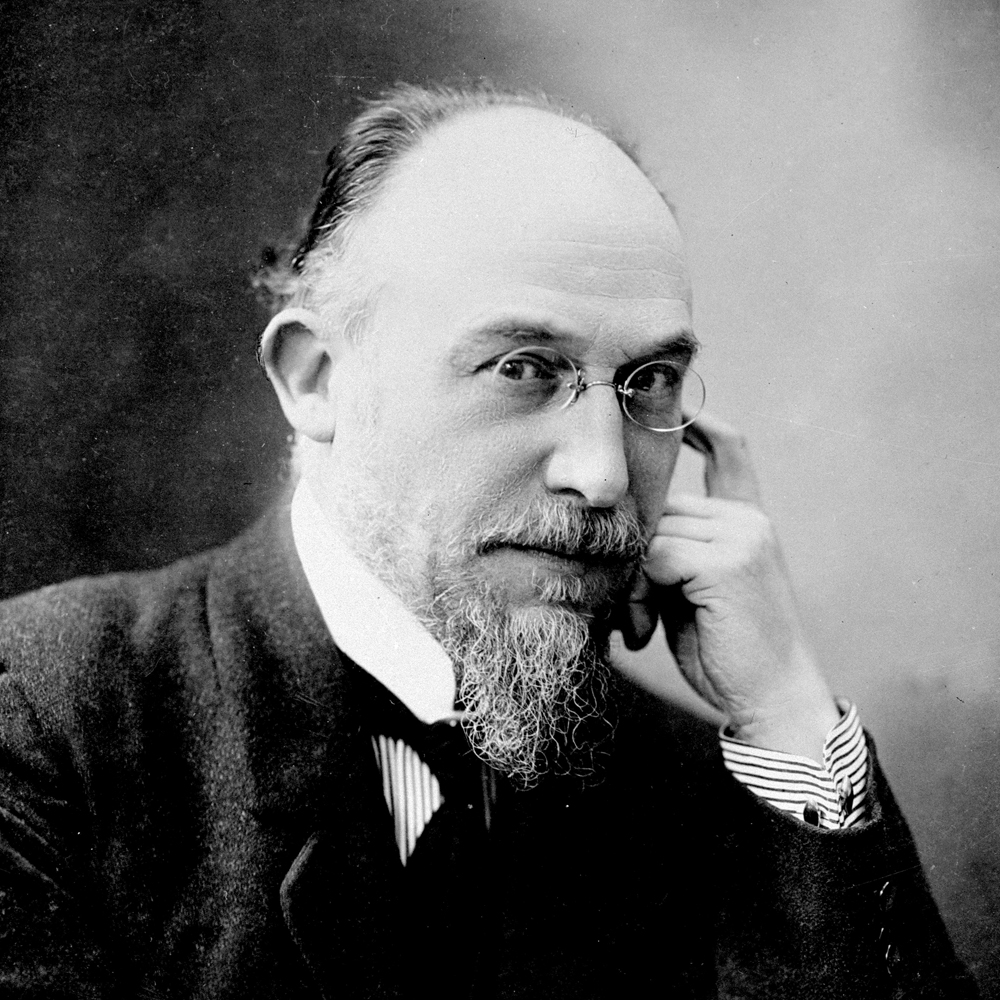
Эрик Сати (Париж, 1919—1920)

«Сокра́т» (фр. Socrate) — симфоническая драма в трёх частях, написанная композитором Эриком Сати по трём «Диалогам» Платона (в переводе Виктора Кузена). Драма была сочинена в самые трудные для Франции годы Первой мировой войны (1917—1918) по заказу княгини де Полиньяк. Многие музыковеды и историки музыки называют симфоническую драму «Сократ» беспрецедентным и единственным в своём роде произведением, не имеющим аналогов, которое на добрый десяток лет опередило своё время:75 и фактически открыло новый стиль в музыке,:1047 позднее получивший название неоклассицизм.
Первое исполнение симфонической драмы состоялось в марте, а затем в июне 1918 года в «Театре старой голубятни», певица Жанна Батори исполнила «Сократа» под аккомпанемент автора (редакция для фортепиано в две руки).:389-390 Публичная оркестровая премьера состоялась 7 июня 1920 года.

## История создания
Симфоническую драму в трёх частях «Сократ» Эрик Сати написал в 1916—1918 годах по заказу княгини Эдмон де Полиньяк (урождённой Винаретты Зингер). Замысел и конструкция будущего произведения сложилась у Сати ещё в ноябре 1916 — январе 1917, во время работы над скандальным и эпатажным балетом «Парад».:322-323 Трудно представить себе более разительный контраст: между полным внешних эффектов и бьющим «Парадом» с одной стороны, и строгим, суровым, почти аскетически бледным «Сократом». Между тем, именно таков был замысел Сати. Постоянно находясь в непримиримой, почти пароксизмальной оппозиции к самому себе и окружающему миру, каждым своим новым сочинением Сати пытался некую принципиально новую версию, которая — если не обманет, то хотя бы уведёт далеко в сторону учеников, подражателей, публику и критику. — Так, из внутренней склонности к оппозиции родился неоклассицизм в музыке, спустя несколько лет подхваченный Онеггером и Стравинским. Кроме того, Сати был счастлив избавиться от мелочного, а временами даже навязчивого внимания Жана Кокто, первоначального либреттиста балета «Парад», и в полной мере насладиться свободным, ничем не ограниченным сотрудничеством с Платоном и Сократом, двумя «прекрасными» соавторами (по его собственному выражению).:355
Поначалу работа над симфонической драмой шла медленно и трудно. Главным сдерживающим фактором становились не только агрессивные внешние обстоятельства,:323 но и беспрецедентность задач, поставленных композитором перед самим собой. С первых дней работы над «Сократом» Эрик Сати понимал и говорил об этом с предельной конкретностью.

«Представьте, я занимаюсь „Жизнью Сократа“. Очень боюсь промахнуться с этим произведением, которое я хотел бы сделать белым & чистым, как Античность. Мне от этого даже как-то не по себе & я временами совсем не знаю, куда себя деть.

…И всё же, какое это прекрасное дело: писать с такой совершенно особенной идеей, доселе невиданной и неслыханной… Всё впервые, всё внове…, — и опереться не на что, и подражать некому. И даже немного страшно делать… каждый шаг».:353— Эрик Сати, из письма Валентине Гросс, 6 января 1917
Кроме того, весь 1917 год превратился в сплошную цепочку помех работе над «невиданным» произведением. Сначала самые разнообразные препятствия чинила работа над партитурой, переложениями и подготовка к премьере балета «Парад», состоявшейся 18 мая 1917 года на сцене театра Шатле и ставшей очередным грандиозным парижским скандалом. Публика в зале едва не сорвала спектакль потасовкой и криками «Грязные боши, Сати и Пикассо боши!» Затем, всю вторую половину 1917 года тянулся также скандальный судебный процесс «Сати-Пуэг», завершившийся осуждением Эрика Сати на восемь дней тюрьмы и штраф в 800 франков за публичное оскорбление.:326 К концу 1917 года материальное положение композитора резко ухудшилось, и перед Сати снова замаячил призрак голода и нищеты.:371 Кроме того, полным ходом шла война с Германией, положение на фронтах ухудшалось и «боши» подходили всё ближе к Парижу. К весне 1918 года немцы начали регулярно обстреливать Париж из дальнобойных орудий.:326 Всё это нисколько не способствовало работе над философской и безмятежно-спокойной «симфонической драмой». И тем не менее, именно в эти сроки работа в целом была завершена (в фортепианной редакции), а уже в марте 1918 года состоялись первые прослушивания «Сократа» в исполнении певицы Жанны Батори и с аккомпанементом автора: сначала лично для заказчицы, княгини Полиньяк, а затем — и для артистической публики.:389-390

## Структура произведения

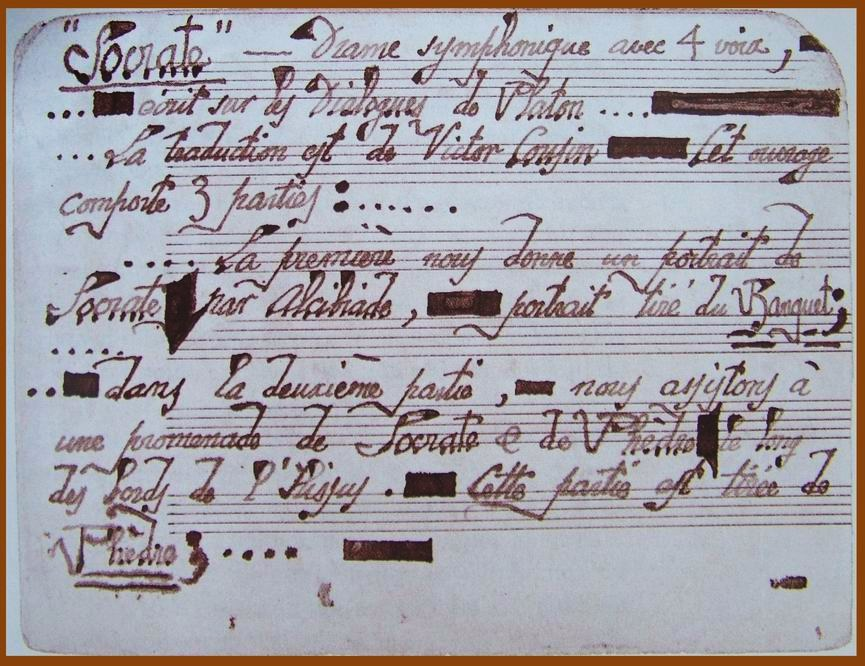
Эрик Сати, аннотация драмы «Сократ» для княгини Полиньяк (1916)

Симфоническая драма «Сократ» имеет продолжительность звучания немногим более получаса и состоит из трёх частей, в целом соответствующих выбранным Эриком Сати фрагментам из трёх диалогов Платона.
Первая часть: «Пир»,
Вторая часть: «На берегах Илизуса»,
Третья часть: «Смерть Сократа».
Части не равны как по размерам, так и по смысловому содержанию. Соотношение между ними примерно можно описать формулой 1:1:3, причём, финал симфонической драмы «Смерть Сократа» как по продолжительности, так и по эмоциональной нагрузке значительно превосходит две первые части.
Для своей неоклассической драмы Эрик Сати выбрал перевод — именно Виктора Кузена, который всеми французскими исследователями признаётся точным, однако плоским, стилистически бесцветным и эмоционально вялым.:73 Навряд ли такой выбор Сати можно считать случайным. Судя по всему, он полностью соответствовал намерениям автора и поставленной цели: создать некий бесстрастный, предельно выровненный и почти статический образец музыкального действа, соответствующий его представлениям о «Белой Античности».

«Сочиняя „Сократа“, я имел намерение написать произведение простое, без малейшего намёка на борьбу; потому что я никто иной, как смиренный обожатель Сократа & Платона — двух, как мне кажется, вполне симпатичных господ».:443— Эрик Сати, из письма Полю Колару, 16 мая 1920
И прежде всего, бросается в глаза яркое несоответствие между объявленным жанром и общим эмоциональным строем «Сократа». Никакой «драмы» в привычно понимаемом смысле слова здесь нет. Вместо неё — нечто в роде кантаты или церковного распева, и ни одного намёка на «повышение голоса» или конфликт: спокойные рассуждения или размеренное повествование.:73
В первой части «Пир» Алкивиад возносит хвалы Сократу, своему соседу по застолью. Он сравнивает Сократа со статуэткой Силена, которого скульпторы обычно изображают с флейтой, а также — с сатиром Марсием, который покорял всех своими чудными импровизациями, соперничая с самим Аполлоном, жестоко покаравшим его за непочтение. И пускай Сократ не играет на флейте, но он покоряет собеседников своими речами, способными пронять до глубины души, подобно флейте сатира. Первая часть завершается краткой ответной репликой Сократа, который, согласно обычаю, должен воздать хвалу соседу по застолью.

Вторая часть «На берегах Илизуса» представляет собой диалог между Сократом и его учеником Федром во время мирной прогулки по берегу реки в знойный день. Они ищут тень, рассуждая, где именно на берегу, согласно легенде, Борей похитил оную Орифию, ушедшую в сторону от подруг. Сократ высказывает здравое предположение, что на самом деле она, возможно, по чистой неосторожности упала со скалы от сильного порыва ветра и утонула, а люди создали легенду — ведь им свойственно видеть сверхъестественное там, где есть загадка. Затем Сократ и Федр ложатся на траву в тени могучего платана и засыпают посреди тишины природы.

В третьей части «Смерть Сократа» Федон так же размеренно и неторопливо повествует о последних часах и минутах жизни Сократа, заключённого в тюрьму, где Федон и другие верные ученики навещали философа, и о смерти мудрого учителя, обвинённого идейными противниками в неверии и приговорённого Ареопагом принять яд.:73-74
Отдельного эффекта отстранения Сати достигает при помощи полного отсутствия персонализации внутри «симфонической драмы». Как следует из краткого содержания, в «действии» участвуют только лица мужского пола: сам Сократ и его ученики (нет даже намёка на Ксантиппу). В полную противоположность этому обстоятельству, симфоническая драма Эрика Сати написана для четырёх голосов, все из которых — исключительно женские (quatre soprano); два высоких (колоратурных), и два меццо-сопрано,:402 партии которых чередуются практически в произвольном порядке, без следования за персонажами или сюжетом текста. Таким образом, слушатель попросту не может выстроить соответствия между конкретной певицей и ролью в симфонической драме.
На протяжении оставшихся лет своей жизни Эрик Сати был крайне придирчив (что для него было в принципе не характерно), и придавал очень большое значение характеру исполнения драмы «Сократ», а также сам с большим вниманием выбирал голоса для исполнения. Репетируя с певицами, Сати настойчиво советовал скрупулёзно «избегать какого-либо выражения или напряжения» в голосе, интонировать ровно и никогда (повторяя это особо!) не придавать значения эмоциональным деталям.:1017 Кроме того, с крайним раздражением, а временами и в резкой форме, он отвергал любые попытки исполнить «Сократа» мужским голосом (или голосами).:405

## Премьера спектакля
Симфоническая драма «Сократ» вошла в музыкальную жизнь Парижа и Франции постепенно. В течение 1918—1919 года едва ли не десяток раз симфоническую драму исполняли в разных частных концертах и салонах, всякий раз под рояль, причём, число и имена певиц постоянно менялись.:410 Права на публичное исполнение первые пять лет принадлежали княгине де Полиньяк, однако она никогда не препятствовала концертным исполнениям «Сократа».:418 Полная премьера симфонической драмы «Сократ» состоялась 7 июня 1920 года на авторском концерте Эрика Сати, организованном антрепризой графа де Бомона. Годом раньше княгиня де Полиньяк исполнила «Сократа» в концерте своего личного «придворного» оркестра (ансамбля), солировали две приглашённые певицы. Одновременно в том же концерте была исполнена «Байка про лису…» Игоря Стравинского и сюита из «Треуголки» Мануэля де Фальи.:403
Вместе с тем, большинство исполнений симфонической драмы «Сократ» были в полном смысле слова «концертными». Несмотря на своё сценическое и драматическое название, эта партитура была рассчитана на исполнение не в музыкальном театре и не с декорациями, а в концерте, безо всякого дополнительного антуража. И в этом была также ещё одна часть замысла композитора, заранее старавшегося стерилизовать всякую зрелищность и живость исполнения.

## Влияние и оценки
Сам автор, заранее поставивший перед собой вполне определённую цель, очень высоко оценивал свою симфоническую драму: и как некий абсолютный прецедент, открывший новый подход к музыкальному материалу, и просто — как особенное произведение в ряду прочих своих партитур.

«Сократ» (моё возлюбленное творение). Да. <…> Это произведение — вот какое странное дело! — нисколько не тоскливое. <…> «Сократ» написан в трёх частях по диалогам Платона (в переводе Виктора Кузена). Я устраивал множество прослушиваний для артистов. Я имел счастье нисколько не «выбрить» этот бедный мир, заставляя его со скукой слушать мою «работёнку». Да, я ухватил мою добрую звезду.

Твой старый друг попал в цель. Он собирается сделаться знаменитым, при этом не превратившись в «зануду»! Исторический прецедент, однако. Я сознаюсь, что во время написания «Сократа» страшно боялся сделать из него очередное «Творение», что в данном случае весьма легко, разумеется".:402-403— Эрик Сати, из письма Анри-Пьеру Роше, 1 декабря 1918
Равным образом, едва ли не большинство исследователей творчества Сати считают симфоническую драму «Сократ» самым значительным и серьёзным произведением в его наследии. Тем не менее, оценки современников и историков музыки разделились. Одним, таким как Поль Ландорми, все симпатии которого оставались во временах импрессионизма, «Сократ» показался мертвенно-архаичным и балансирующим на грани аскетизма и бедности. Другие критики, такие как Поль Коллар, увидели в нём очередное мудрое открытие Сати, наносящее удар по чрезмерному усложнению оперного языка и злоупотреблению красками оркестрового письма.:76 С парадоксальной критикой «Сократа» выступил Ролан-Манюэль, композитор и, отчасти, ученик Сати, который осудил эту вещь за невыразительность и одновременно отнёс её к сфере влияния «Пеллеаса» Дебюсси, что напрямую противоречило намерениям Сати и, главное, истории вопроса. За это своё суждение Ролан-Манюэль удостоился личной отповеди мэтра, и затем навсегда был лишён возможности общения со своим бывшим учителем.:404
Несколько иначе восприняли «Сократа» музыкальные практики, композиторы. Большое влияние драма «Сократ» оказала на французскую шестёрку, причём, даже на тех её членов, которые менее других были подвержены влиянию Сати. Несколько сочинений Луи Дюрея 1918—1919 года заслужили прозвища «тени от Сократа»,:61 а Артюр Онеггер спустя несколько лет серьёзно взялся за написание кантат и ораторий на античные сюжеты. Можно сказать, что Сати открыл ящик Пандоры в обращении к некоей умозрительной «античности» и греко-римским сюжетам.:524
Не меньшее влияние «Сократ» оказал и на бывшего «учителя» Эрика Сати по Shola cantorum, Альбера Русселя. После вполне «какофоничной» Второй Симфонии и окончания работы над оперой «Падмавати» в творчестве Русселя начинают стремительно нарастать неоклассические тенденции. Спустя всего четыре года после премьеры «Сократа» Сати, ставшего открытием нового стиля, в 1922—24 годах Руссель пишет свою лирическую сказку «Рождение Лиры» по Софоклу, пытаясь в своих замыслах максимально приблизиться к некоему представлению об «античном театре». Поставленная 1 июля 1925 года в Grand Opera, в свою очередь и эта партитура Русселя на два года опередила появление «Царя Эдипа» Стравинского и «Антигоны» Онеггера.
Отдельным образом следует остановиться на Игоре Стравинском, который ещё до премьеры «Сократа» самым подробным образом познакомился с открытием Сати: как в клавирном, так и в оркестровом исполнении.:396 После одного из прослушиваний «Сократа» (в марте 1919 года), Стравинский воскликнул в порыве энтузиазма: «существуют только Шабрие, Бизе и Сати!»:1131 До «неоклассического» периода Стравинского и его балета «Аполлон Мусагет», одного из высших достижений неоклассицизма, оставалось ещё десять лет. Тем не менее, это обстоятельство не помешало ему спустя тридцать лет достаточно пренебрежительно высказаться о «симфонической драме» Сати:

 «Не думаю, чтобы он хорошо знал инструментовку и предпочитаю „Сократа“ в том виде <(на фортепиано)>, в каком он играл мне, нескладной оркестровой партитуре. Я всегда считал сочинения Сати ограниченными „литературщиной“. Заголовки у них литературные, но тогда как названия картин Клее, тоже взятые из литературы, не стесняют его живопись, у Сати, мне кажется, это случается, и при повторном прослушивании его вещи теряют большую долю интереса. Беда „Сократа“ в том, что он наскучивает одним своим метром. Кто может вынести это однообразие? И всё же музыка смерти Сократа трогательная и по-своему благородна».— Игорь Стравинский, «Хроника моей жизни»
И тем не менее, трудно не заметить влияние, которое «Сократ» оказал на эволюцию музыкальных стилей в начале 1920-х годов. По мнению музыковеда Галины Филенко, «Сократ» (1916—1918) Сати «явно предвосхищает будущий неоклассицизм» «Аполлона Мусагета» и «Царя Эдипа» Стравинского, а также «Антигоны» Онеггера.:76 Одновременно Филенко отмечает некоторую кажущуюся странность хода рассуждений Эрика Сати, поскольку воссоздание «духа античности» средствами «грегорианской псалмодии» глубоко чуждо самой сути «насыщенного соками живых чувств античного искусства».:76
В «Сократе» музыкальный язык Сати отличается почти классической ясностью и сдержанностью в выразительных средствах. Небольшой камерный оркестр (почти струнный) обволакивает партии вокалисток прозрачной полифонической тканью, нигде не нарушая суровый и строгий характер звучания. Музыка Сати не стремится в деталях совпадать с текстом, она передаёт только «общую среду» и атмосферу, постоянно сохраняя «среднюю температуру» эмоций и характера звучания на всём протяжении симфонической драмы. В этом своём свойстве Сати сродни художникам раннего Ренессанса, таким как Фра Беато Анжелико, Боттичелли и близкий им по духу в XIX веке Пюви де Шаванн, любимый художник молодости Сати. В своих полотнах они решали задачи единства всего изображения, отсутствия беспокойных контрастов, повторности параллельных линий или мелких штрихов, симметричного положения фигур. У Сати новый стиль находит выражение в сохранении единого, крайне сдержанного эмоционального тонуса на всём протяжении музыки «Сократа». Аналогичны и выразительные средства, постоянно повторяются или чередуются заранее отобранные гармонические последовательности, фактурные рисунки, группы мотивов и тематических образований, разделённых на короткие одно-двухтактовые ячейки. Как правило, повторы симметричны или почти симметричны на близком и отдалённом расстоянии. В точности таким же конструктивно-эмоциональным путём в скором будущем по следам «Сократа» Сати пойдут другие композиторы-неоклассики.:74-75
Сам Эрик Сати, впрочем, ни разу не употреблял термин «неоклассицизм», в первую очередь, по причине своей брезгливости к любой дисциплине, любым последователям, школам и прочим «измам». Однако, избегая самого́ термина, одновременно он не оставил ни малейших сомнений насчёт прозрачной «классичности» своих намерений. После скандальной премьеры балета «Парад», Сати решил нанести очередной удар по стереотипам, радикально сменить стиль и сбить всех с толку, представив миру некое «принципиально новое» произведение.:389-390 Ещё до начала работы над музыкальным текстом драмы «Сократ» он говорит о сочинении «белом & чистом как Античность».:353 А спустя ещё год высказывается ещё более определённо:

Я сейчас работаю над «Сократом» для княгини де Полиньяк. На этот раз мой соавтор… — …Платон, не Кокто. Неплохая мена, однако. <…> Это не русское, разумеется — совсем; и не персидское, и не азиатское, и любое другое не больше того. Это — новое. Позволю себе сказать.

Здесь возврат к классической простоте, но с современной чувствительностью. Я обязан этим возвращением — в хорошем смысле Браку — и моим друзьям «кубистам». И да будут они трижды благословенны!:389-390— Эрик Сати, из письма Анри Прюньеру, 3 апреля 1918
Основываясь на этом замечании Сати, а также на характере музыки симфонической драмы «Сократ», один из крупнейших исследователей творчества Сати, Орнелла Вольта делает однозначный вывод: «примечательна декларация намерений <Сати> по отношению к „Сократу“, описанная как „возвращение к классической простоте в сочетании с современной чувственностью“, которой он обязан „своим друзьям кубистам“». И в самом деле, начиная с «Сократа», он даёт рождение новому направлению: музыкальному неоклассицизму, который получит своё развитие позднее, в промежутке между двумя войнами.:1047
Удивительным образом задуманная Эриком Сати как «прорыв», прецедент и прежде неслыханное произведение, симфоническая драма «Сократ» и в самом деле стала таковой, превратившись в ещё один знак его собственной «предтечи» и очередной прорыв в чередующихся музыкальных стилях начала XX века. Только спустя десяток лет это направление в музыке, поддержанное и продолженное, прежде всего, Стравинским, получит окончательное выражение под именем «неоклассицизма». И только длительная невключённость персоны Эрика Сати в систему профессиональной музыкальной культуры не позволяла специалистам своевременно оценить смысл и характер его очередного открытия.

## Комментарии
1. ↑  Жанровое определение «симфоническая драма», которое Эрик Сати дал своему творению, тем не менее, не должно никого вводить в заблуждение. В «Сократе» нет ровным счётом ничего характерного для «драмы» в её привычном понимании. Скорее, даже наоборот. Дав такое определение своему произведению, Эрик Сати всеми силами старался избежать даже малейшего намёка на внутреннюю конфликтность или борьбу. И это было одной из существенных частей его замысла.
2. ↑  С точки зрения традиционного или профессионального взгляда на музыкальные жанры, музыкальную драму «Сократ» можно было бы назвать, скорее, камерной (светской) кантатой для оркестра и четырёх женских голосов.
3. ↑  В марте и июне 1918 года Жанна Батори исполнила «Сократа» не полностью. Впрочем, для понимания духа и стиля этого произведения вполне достаточно и небольшого фрагмента, настолько в едином ключе оно выдержано от начала и до конца.
4. ↑  Винаретта Зингер (княгина Эдмон де Полиньяк) заказала Эрику Сати не драму «Сократ», разумеется, а некое произведение по выбору автора. Он и решил, что будет писать «симфоническую драму» по текстам Платона. Заказ поступил от княгини в начале осени 1916 года. Именно в это время Сати плотно работал над эскизами балета «Парад» и вынужден был активно участвовать в «придворных» интригах вокруг Дягилева и его труппы, чтобы балет всё-таки состоялся. Именно этим и объясняется задержка в работе над «Сократом». Комментарий по поводу происхождения княгини Эдмон де Полиньяк (урождённой Винаретты Зингер) я напишу позже.
5. ↑  Ради справдливости следует отметить, что это далеко не первое опережение или открытие в стилях, за что Эрик Сати получил у своих современников (немало раздражавшее его) прозвище «предтечи» (фр. Précurseur). С конца 1880-х годов, последовательно (и параллельно) Сати становился предтечей и родоначальником таких музыкальных течений, как импрессионизм, примитивизм, конструктивизм, неоклассицизм и минимализм (список не полный).